# Schützentaler

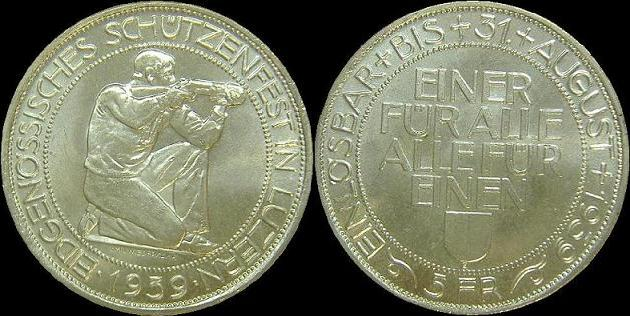
Luzerner Schützentaler aus dem Jahr 1939

Ein Schützentaler ist eine Schützenmedaille in Talergrösse. Im engeren Sinne versteht man darunter nur die Prägungen der Schweiz, welche teilweise als Zahlungsmittel verwendet wurden und deshalb nicht nur den Charakter von Medaillen, sondern auch von Gedenkmünzen haben.

## Geschichte

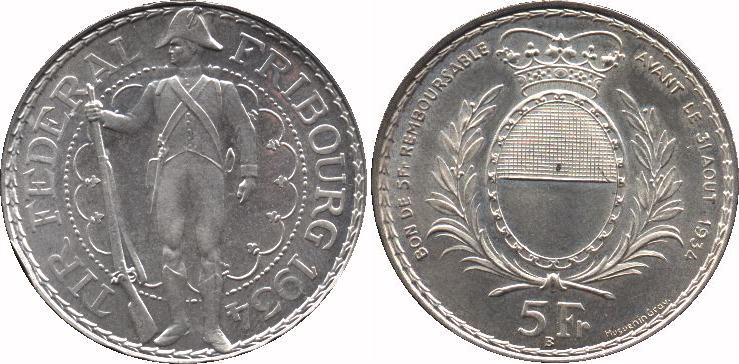
1934 Freiburger Schützentaler. Revers: BON DE 5Fr REMBOURSABLE AVANT LE 31 AOUT 1934 (Deutsch: GUT FÜR 5 FRANKEN EINLÖSBAR BIS 31. AUGUST 1934)

Anlässlich der Eidgenössischen Schützenfeste wurden stets Medaillen geprägt. Zwischen 1855 und 1885 entsprachen diese in Durchmesser, Legierung und Gewicht exakt den zirkulierenden Fünffrankenstücken. Sie waren nicht nur als Erinnerungsstücke gedacht, sondern auch als Zahlungsmittel während des Schützenfestes. Weil sie de facto den Wert von fünf Franken auch nach dem Fest beibehielten, gelangten sie auch in den allgemeinen Zahlungsverkehr.
Ab 1865 war die Schweiz Mitglied der Lateinischen Münzunion. Die Schützentaler waren nicht in den von der Münzunion genehmigten Prägezahlen enthalten, weshalb ihr Umlauf und ihr halboffizieller Charakter den Münzunionsverträgen widersprach. Auf Druck der anderen Mitgliedsstaaten stellte die Schweiz die Prägung nach 1885 ein. Nach dem Ende der Münzunion 1927 wurden noch zweimal Schützentaler geprägt, nämlich zu den Festen in Freiburg 1934 und in Luzern 1939.
Vorläufer der Schützentaler waren die von Kantonen anlässlich von Schützenfesten geprägten Münzen (4 Franken 1842 Graubünden, 40 Batzen 1847 Glarus und 10 Francs 1851 Genf). Heute werden von privater Seite zu kantonalen und eidgenössischen Schützenfesten Medaillen mit Wertangaben ausgegeben, welche häufig ebenfalls als Schützentaler bezeichnet werden.

## Daten und Design

### 19. Jahrhundert, Schützentaler der Kantone
| Schützenfest | Jahr | Nennwert   | Metall | Designer                        | Durchmesser | Auflage | Avers | Revers |
| ------------ | ---- | ---------- | ------ | ------------------------------- | ----------- | ------- | ----- | ------ |
| Chur         | 1842 | 4 Franken  | Silber | Karl Friedrich Voigt            | 40 mm       | 6,000   |       |        |
| Glarus       | 1847 | 40 Batzen  | Silber | S. Burger, Karl Friedrich Voigt | 40 mm       | 3,200   |       |        |
| Genf         | 1851 | 10 Franken | Silber | Antoine Bovy                    | 48 mm       | 1,000   |       |        |

### 19. Jahrhundert, Schützentaler der Eidgenossenschaft
| Schützenfest      | Jahr | Nennwert  | Metall | Designer                           | Durchmesser | Auflage | Avers | Revers |
| ----------------- | ---- | --------- | ------ | ---------------------------------- | ----------- | ------- | ----- | ------ |
| Solothurn         | 1855 | 5 Franken | Silber | Antoine Bovy                       | 37 mm       | 3,000   |       |        |
| Bern              | 1857 | 5 Franken | Silber | Ferdinand Korn                     | 37 mm       | 5,191   |       |        |
| Zürich            | 1859 | 5 Franken | Silber | Ferdinand Korn                     | 37 mm       | 6,000   |       |        |
| Stans             | 1861 | 5 Franken | Silber | Antoine Bovy                       | 37 mm       | 6,000   |       |        |
| La Chaux-de-Fonds | 1863 | 5 Franken | Silber | Antoine Bovy, Jacob Siber          | 37 mm       | 6,000   |       |        |
| Schaffhausen      | 1865 | 5 Franken | Silber | Antoine Bovy                       | 37 mm       | 10,000  |       |        |
| Schwyz            | 1867 | 5 Franken | Silber | Antoine Bovy                       | 37 mm       | 8,000   |       |        |
| Zug               | 1869 | 5 Franken | Silber | Antoine Bovy                       | 37 mm       | 6,000   |       |        |
| Zürich            | 1872 | 5 Franken | Silber | Fritz Landry                       | 37 mm       | 10,000  |       |        |
| St. Gallen        | 1874 | 5 Franken | Silber | Antoine Bovy                       | 37 mm       | 15,000  |       |        |
| Lausanne          | 1876 | 5 Franken | Silber | Edouard Durussel                   | 37 mm       | 20,000  |       |        |
| Basel             | 1879 | 5 Franken | Silber | Edouard Durussel                   | 37 mm       | 30,000  |       |        |
| Freiburg          | 1881 | 5 Franken | Silber | Edouard Durussel                   | 37 mm       | 30,000  |       |        |
| Lugano            | 1883 | 5 Franken | Silber | Edouard Durussel                   | 37 mm       | 30,000  |       |        |
| Bern              | 1885 | 5 Franken | Silber | Edouard Durussel, Christian Bühler | 37 mm       | 25,000  |       |        |

## Referenzen
- Jürg Richter: Die Schützentaler und Schützenmedaillen der Schweiz. Gietl, Regenstauf 2005, ISBN 3-924861-95-1.

1. ↑  Die Auflage belief sich auf 6,000 Stück, 1,744 Stück davon wurden allerdings  bereits im Jahr 1852 von der eidg. Münzstätte eingeschmolzen, so dass seit 1852 nicht mehr als 4,256 Stück existiert haben. Bericht des Bundesrathes über die Münzeinlösung, zitiert nach F. Haas, "Eine Streitfrage: Sind die eidgenössischen Schützenfestthaler mit der Werthbezeichnung 4 Franken (alte) und 5 Franken in eine Verkehrs-Münzensammlung aufzunehmen oder nicht?", Revue numismatique de suisse 3 (1893), 354f.
2. ↑  Von der Auflage von 3,200 Stücke wurden 1,023 Stück im Jahr 1852 eingeschmolzen, so dass seit damals maximal 2,177 Stück existiert haben. Richter, S. 156
3. ↑  Richter, S. 113
4. ↑  S. 209
5. ↑  S. 60
6. ↑  S. 299
7. ↑  S. 193
8. ↑  S. 180
9. ↑  S. 199
10. ↑  S. 202
11. ↑  S. 293
12. ↑  S. 301
13. ↑  S. 215
14. ↑  S. 274
15. ↑  S. 45
16. ↑  S. 93
17. ↑  S. 245
18. ↑  S. 62

## Bibliografie
- Jürg Richter: Die Schützentaler und Schützenmedaillen der Schweiz. Gietl, Regenstauf 2005, ISBN 3-924861-95-1.